# ميدان (سومطرة)
ميدان (بالإندونيسية: Medan)‏، هي عاصمة مقاطعة سومطرة الشمالية في إندونيسيا. وتقع ميدان على الساحل الشمالي، حيث تعد رابع أكبر مدينة في إندونيسيا (تلي كلاً من جاكارتا وسورابايا وباندونغ)، وتعد أكبر المدن الإندونيسية خارج جاوة. يحد المدينة مجلس ديلي سيردانج (بالإندونيسية: Deli Serdang Regency)‏، من الشرق والجنوب والغرب ومضيق ملقا من الشمال. كما أنَّ موقعها قريب من بركان سينابونغ، الذي ثار في أغسطس 2010 بعد 400 عام من السكون.
ومنذ عام 2005، حكم مدينة ميدان العمدة الدكتور إتش عبد الله إيه كي، ماجستير إدارة أعمال (تمّ تعيينه للفترة بين 2005-2010). ومع ذلك، ألقي القبض على العمدة عبد الله ونائبه على يد كوميسي بمبرانتسان كوربسي (لجنة مكافحة الفساد) عام 2008. ثمّ عُيّن سيامسول أريفين (بالإندونيسية: Syamsul Arifin)‏، حاكم مقاطعة سومطرة الشمالية، أفيفودين لوبيس (بالإندونيسية: Affifudin Lubis)‏، ليصبح قائمًا بأعمال العمدة. وفي عام 2009، استقال أفيفودين لوبيس من منصب العمدة، ثمّ عُيّن الحاكم راهودمان هاراهاب (بالإندونيسية: Rahudman Harahap)‏، ليشغل منصب العمدة. ونظرًا لأنَّ راهودمان أراد أن يُصبح مرشحًا في انتخابات 2010 عن منصب العمدة، استقال من منصبه. ثمّ أصبح سيامسول القائم بأعمال العمدة. وفي انتخابات 2010 للعمودية، تمّ انتخاب راهودمان هاراهاب ليشغل هذا المنصب. تنقسم ميدان إلى 21 منطقة « كيكاماتان» (بالإندونيسية: kecamatan)‏، و151 منطقة فرعيّة « كيلوراهان» (بالإندونيسية: kelurahan)‏.

## معلومات تاريخية

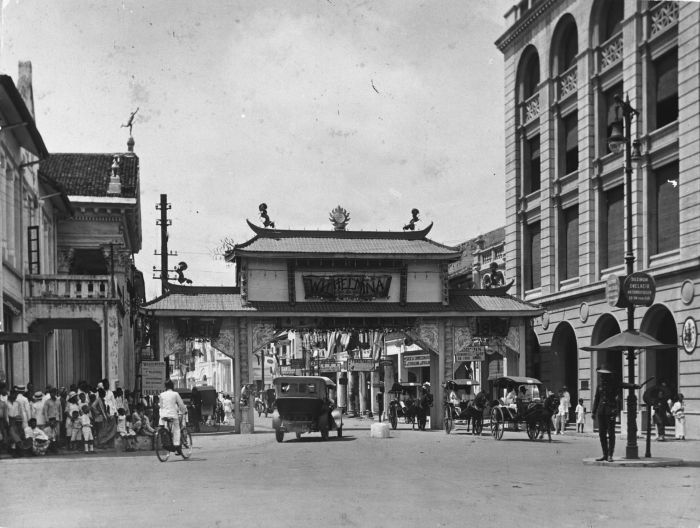
كيساوان في عشرينيات القرن العشرين

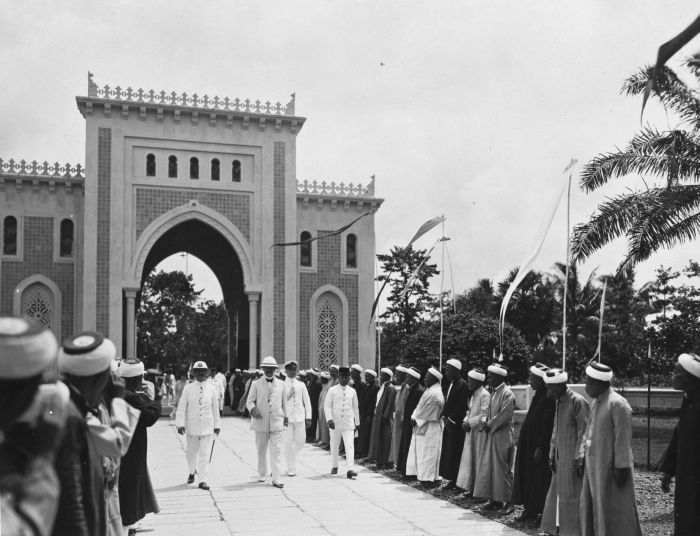
الحاكم العام ديرك فوك (Dirk Fock) في زيارة للجامع الكبير، 1925

بدأت مدينة ميدان بوصفها قرية تسمى كامبونغ ميدان (Kampung Medan) (أي قرية ميدان). تأسست كامبونغ ميدان على يد جورو باتيبس (Guru Patimpus) في تسعينيات القرن السادس عشر. ونظرًا لأن مدينة ميدان تقع على تاناه ديلي (Tanah Deli) (أرض ديلي)، فيشار إلى كامبونغ ميدان أيضًا بميدان-ديلي. فالموقع الأصلي لكامبونغ ميدان هو منطقة يلتقي فيها نهر ديلي ونهر بابيورا (Babura).
وطبقًا ليوميات تاجر برتغالي في أوائل القرن السادس عشر، فقد ذكر أن الاسم ميدان مشتق في الحقيقة من المدينة المنورة وهي مدينة مقدسة تقع في غرب المملكة العربية السعودية. في حين أن مصادر أخرى أشارت إلى أن الاسم ميدان مشتق في الحقيقة من اللغة الهندية هندي وكلمة ميدان "Maidan" والتي تعني «الأرضية» أو «الأرض»(كما هو الحال في براغاتي ميدان في دلهي). ذكرت أحد قواميس كارو-إندونيسيا الذي ألفه داروين برينست (Darwin Prinst) ونشره عام 2002، أن كلمة ميدان من تعريفاتها «التحسن» أو «أن تصبح أفضل».
ينحدر أول من سكن مدينة ميدان من شعب ملايو القادم من شبه جزيرة ملايو والمانديلينغ القادم من مجلس جنوب تابنيولي (South Tapanuli Regency) بالإضافة إلى شعب كارو القادم من مرتفعات كارو. ولم يكن حتى عهد سلطان آتشه، السلطان اسكندر مودا، الذي أرسل قائده العسكري، المحارب الاميرال خوجة بنتان (Gocah Pahlawan Laksamana Khoja Bintan), ليصبح ممثل سلطنة آتشه'في تاناه ديلي، حتى بدأت سلطنة ديلي بالنمو. وقد حفز هذا النمو من نمو كلاً من عدد السكان والثقافة في مدينة ميدان على حد سواء. وفي السنة الثانية من عهد سلطان ديلي (في الفترة بين 1669-1698)، نشبت معركة بين أسلحة الفرسان في مدينة ميدان.
ولم تشهد ميدان أي تقدم ملحوظ حتى ستينيات القرن التاسع عشر، عندما بدأ المستعمرون الهولنديون في إخلاء الأرض وتجهيزها لزراعة التبغ. وسريعًا أصبحت ميدان مركزًا للحكومة والنشاط التجاري، لتهيمن على تنمية المنطقة الغربية بإندونيسيا.
حكم الهولنديون تاناه ديلي بدءًا من عام 1658, بعد السلطان إسماعيل، حاكم سلطنة سياك، حيث قام بالتنازل عن بعض الأراضي التي حكمها ذات مرة منها ديلي، ولانجكات، وسيردانج. وفي عام 1915، أصبحت ميدان رسميًا عاصمة لمقاطعة سومطرة الشمالية، وأصبحت مدينة رسميًا 1918.
وحاليًا أصبحت الكثير من المباني المعمارية التاريخية في ميدان من العصر الاستعماري عرضة للإزالة لإفساح المجال أمام إقامة المباني الحديثة (مراكز التسوق، والمرائب، وغيرها).

## التقسيمات الإدارية
تنقسم ميدان إلى 21 منطقة ((بالإندونيسية: kecamatan)‏):
| - Medan Amplas - Medan Area - Medan Barat - Medan Baru - Medan Belawan - Medan Deli - Medan Denai |  | - Medan Helvetia - Medan Johor - Medan Kota - Medan Labuhan - Medan Maimun - Medan Marelan - Medan Perjuangan |  | - Medan Petisah - Medan Polonia - Medan Selayang - Medan Sunggal - Medan Tembung - Medan Timur - Medan Tuntungan |

## الديموغرافيا
تحتل المدينة المركز الرابع في عدد السكان بعد جاكرتا، وسورابايا، وباندونغ، وأكبر المدن الإندونيسية خارج جزيرة جاوة. يعيش معظم السكان خارج حدود المدينة، خاصة في ديلي سيردانج.
| التقسيمات الإدارية | المنطقة (كم²) | تعداد السكان (تعداد 2010) | كثافة السكان (/كم²) |
| ------------------ | ------------- | ------------------------- | ------------------- |
| ميدان (مدينة كوتا) | 265.1         | 2,109,330                 | 7,959               |
| بينجاي (مدينة)     | 90.2          | 246,010                   | 2,726               |
| مجلس ديلي سيردانج  | 2,384.62      | 1,789,243                 | 750.3               |
| ميدان الكبرى       | 2,739.92      | 4,144,583                 | 1,512.8             |

تتميز المدينة بتعدد المجتمعات بها في صورة تعكس تاريخها. ومع هذا، تعيش شعوب الماندالينغ في المدينة أيضًا بأعداد كبيرة، كما أنها تشغل المناصب الحكومية الأكثر أهمية. بالإضافة إلى ذلك، فهناك جماعة عرقية ضخمة من الشعب الجاوي، وهي تتألف في الغالب من المنحدرين من الجماعات التي تم نقلها من جاوة في القرن الأخير حتى يتم توظيفهم بوصفهم عمال بالعقد في مزارع متعددة في سومطرة الشمالية. وهم عادة ما يطلق عليهم جادل (Jadel) (Jawa Deli/جاويي ديلي) أو جاكون (Jakon) (Jawa Kontrak/جاوي بالعقد), و، ويطلق عليهم مع غيرهم من المجتمعات الجاوية في سومطرة، Pujakesuma (Putra Jawa Kelahiran Sumatera/جاوي سومطري المولد). ومن الممكن تمييز وجودهم في ميدان بالعديد من أسماء الأماكن الجاوية مثل: هارجوساري (Harjosari)، وساريريجو (Sarirejo)، وسيدودادي (Sidodadi)، وسيدميوليو (Sidomulyo)، وسيدورام (Sidorame)، وسيدوريجو (Sidorejo)، وسيتريجو (Sitirejo)، وسوديريجو (Sudirejo)، وتانجونجريجو (Tanjungrejo)، وتيجالريجو (Tegalrejo)، وتيجالساري (Tegalsari)، وغيرها.
كما يوجد عنصر واضح للغاية من سكان ميدان وهو وجود عدد ضخم من الصينيين، الذين يتميزون بنشاط ملحوظ في قطاع الأعمال، بخلاف غيرهم من الجماعات الصينية العرقية الموجودة في أجزاء أخرى من إندونيسيا، والذين ما يزالون يتحدثون بلغة هوكين (Hokkien). كما تستضيف المدينة أيضًا مجتمع ضخم من المنحدرين من شعوب التاميل الذين يشيع تسميتهم باسم كيلينج (keling). ومن الأحياء التاميلية المشهورة حي كامبونغ كيلينج (Kampung Keling). وبالإضافة إلى الإندونيسية، فيشيع الحديث باستخدام لغات الملايو، والماندلينغ، ومينانغكابو، وكارو، واللغة الجاوية، وهوكين، والتاميل، ولغة آتشيه، والإنجليزية.
| الجماعة العرقية                                                    | 1930   | 1980   | 2000               |
| ------------------------------------------------------------------ | ------ | ------ | ------------------ |
| الشعب الجاوي                                                       | 24,89% | 29,41% | 33,03%             |
| الجماعة الباتاكية                                                  | 2,93%  | 14,11% | -- (انظر الملاحظة) |
| الشعب الصيني                                                       | 35,63% | 12,8%  | 10,65%             |
| الماندلينغ                                                         | 6,12%  | 11,91% | 9,36%              |
| مينانغكابو                                                         | 7,29%  | 10,93% | 8,6%               |
| الملايو                                                            | 7,06%  | 8,57%  | 6,59%              |
| كارو                                                               | 0,19%  | 3,99%  | 4,10%              |
| شعب آتشيه                                                          | --     | 2,19%  | 2,78%              |
| السودانيون                                                         | 1,58%  | 1,90%  | --                 |
| آخرون                                                              | 14,31% | 4,13%  | 3,95%              |
| المصدر: 1930 و1980: عثمان بيلي Usman Pelly, 1983; 2000: BPS سومطرة |        |        |                    |

## المناخ
طبقًا لتصنيف كوبن للمناخ، تتميز ميدان بمناخ استوائي مع عدم وجود موسم جاف حقيقي. تتميز ميدان بشهور قد تكون أكثر رطوبة أو أكثر جفافًا، حيث يشهد أكثر الشهور جفافًا (فبراير) في المتوسط ثلث الأمطار التي تسقط خلال أكثر الشهور رطوبة (أكتوبر). وتبلغ درجات الحرارة في متوسطها في المدينة 27 درجة سيليزية على مدار العام. في حين أن معدل سقوط الأمطار السنوي في ميدان حوالي 1800 مم.
قالب:Infobox climate chart

## معالم المدينة

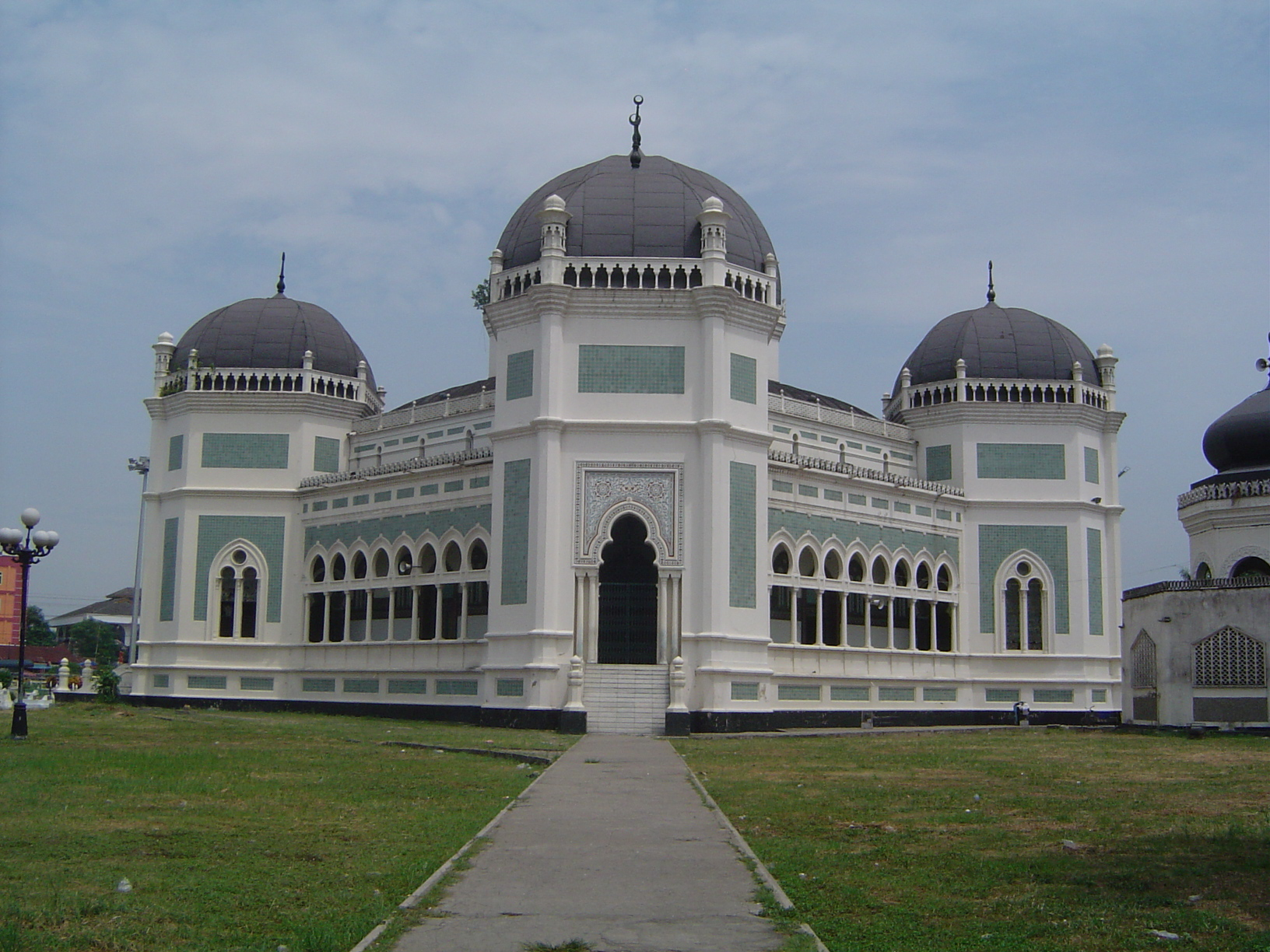
جامع ميدان العظيم

يوجد العديد من المباني القديمة في ميدان التي ما زالت تحتفظ بمعمارها الهولندي. وتتضمن هذه المعالم قاعة المدينة القديمة ومكتب البريد المركزي وبرج تيرتانادي المائي، وهو رمز مدينة ميدان، فضلاً عن تيتي جانتونغ (Titi Gantung) (جسر مقام على السكة الحديدية).
كما يوجد العديد من الأماكن التاريخية مثل قصر ميمون (أستانا ميمون) والذي شُيد في الفترة 1887–1891، حيث ما زال يعيش سلطان ديلي (لم يعد يتولى السلطان أي سلطة رسمية)، وجامع ميدان العظيم (مسجد رايا) بني عام 1906 طبقًا للنمط المغربي على يد المهندس المعماري الهولندي دينجيمانز (Dingemans).
ومنذ 2005، يتم بناء معبد كاثوليكي، على الطراز الهندي والمغولي، مخصص من أجل غراها ماريا أناي فيلانجكاني (Graha Maria Annai Velangkanni) (سيدة الصحة الجيدة)، في ميدان. وتعرف هذه القديسة على وجه الخصوص أن أصلها يعود إلى ظهورها في القرن السابع عشر في الهند. ويعد المعبد مبنى مهمًا، حيث يتألف من طابقين وبرج صغير من سبعة طوابق على الطراز الإندونيسي، الذي جذب بالفعل الاهتمام من الطريق الرئيسي (حيث يقع في طريق صغير Jl. ساكيورا III بجوار Jl. سيماتوبانغ). وهو بالفعل ثاني أهم مكان للحج في آسيا.

## النقل
تعد دراجة بيكاك  ثلاثية العجلات المزودة بمحرك، أحد الخصائص المميزة لمدينة ميدان، التي توجد في كل مكان.. وعلى خلاف دراجات بيكاك التقليدية، فإن دراجة بيكاك المزودة بموتور يمكن أن تنقل كل الركاب إلى أي مكان في المدينة. وتكون أجرة دراجة «بيكاك» رخيصة نسبيًا، وعادة ما يتم التفاوض عليها مسبقًا.
ومن الشائع أيضًا استخدام وسائل نقل مثل سيارات الأجرة، والحافلات الصغيرة، المعروفة باسم سوداكو (sudako).
وتصل السكك الحديدية ميدان ببينجاي وتانجونجبورا (Tanjungpura) إلى الشمال الغربي، إلى ميناء بيلاوان (Belawan) إلى الشمال، وحتى تيبينج تينجي (Tebing Tinggi) وبيماتانج سيانتار (Pematang Siantar) إلى الجنوب الشرقي، وكذلك رانتاو برابات (Rantau Prapat) من بين غيرها من المدن. حيث إن أكبر محطة قطار في ميدان هي محطة ميدان. كما توجد محطات أصغر حجمًا في ميدان، مثل ميدان بزار وبولو برايان وتيتي بابان ولابوهان وبيلاوان. تعمل محطتا تيتي بابان، وبولو برايان بمثابة محطة لقطارات الشحن التي تنقل نخيل الزيت والـنفط.
يقع الميناء البحري بيلاوان على بعد 20 كم تقريبًا شمالاً. في حين يقع مطار بولونيا الدولي في قلب المدينة، نظرًا لقربه من مركز المدينة، وحاليًا تفرض الحكومة حظرًا على إنشاء المباني المرتفعة. مطار كوالا نامو الدولي وهو مطار جديد تحت الإنشاء، ومن المقرر أن يحل محل مطار بولونيا بحلول منتصف عام 2012.
ويربط الطريق السريع ميدان بكل من بيلاوان وتانجونجموراوا (Tanjungmorawa). اكتملت خطة لمد هذا الطريق السريع إلى تيبينج تينجي وحتى بينجاي، كما تسعى الحكومة المركزية للعثور على مستثمرين لإنشاء هذا الامتداد.

## وسائل الإعلام
تعد محطتا TVRI Medan (محطة مملوكة للدولة) وDeli TV (محطة خاصة) محطتي تلفزيون محليتين في ميدان. تصدر العديد من الصحف المحلية في المدينة بالإضافة إلى Harian Mimbar Umum بوصفها أقدم صحيفة بالمدينة. وتتضمن الصحف الشعبية الأخرى هاريان واسبادا (Harian Waspada) وهاريان أناليسا (Harian Analisa) وبيريتا سور (Berita Sore) وهاريان جلوبال (Harian Global) وهاريان ميدان بيزنس (Harian Medan Bisnis) وبوسمترو ميدان (Posmetro Medan) و سورار إندونيسيا بارو (Suara Indonesia Baru) و«تريبان ميدان (Tribun Medan)».

## الرياضة
تعد كرة القدم إحدى الرياضات المفضلة في المدينة، حيث يوجد بها ناديان محليان: بي إس إم إس ميدان وميدان جاوة (Medan Jaya). كما توجد رياضة محلية شعبية أخرى وهي وشو (Wushu)، حيث حظيت بشعبية ملحوظة في السنوات الأخيرة بوصفها أحد الرياضات المفضلة في ميدان. كما أنها تتميز بوجود مركز تدريب في شارع بلاجو في قلب المدينة. كما شهدت ميدان نجاحًا كبيرًا في رياضة ووشو على الصعيدين المحلي والدولي.

## المدن الشقيقة
- مدينة جورج، ماليزيا.[9]
- إيجيكاوا، جيبا، اليابان.[9]
- غوانغجو، كوريا الجنوبية.[9]
- تشنغدو، الصين.[9]

## وسائل الإعلام المحلي على الإنترنت
- (بالإندونيسية) KulinerMedan.com
- (بالإندونيسية) Harian Analisa
- (بالإندونيسية) Harian Global
- (بالإندونيسية) Harian Medan Bisnis
- (بالإندونيسية) Harian Waspada
- (بالإندونيسية) Posmetro Medan

## وصلات خارجية
- (بالإندونيسية) [www.pemkomedan.go.id الموقع الرسمي لعمودية ميدان]